# ऴ
Cette page contient des caractères spéciaux ou non latins. S’ils s’affichent mal (▯, ?, etc.), consultez la page d’aide Unicode.
ऴ, appelé ḹa et transcrit ḹ, est une consonne de l’alphasyllabaire devanagari. Elle est formée d’un lla ‹ ळ › et d’un point souscrit.

## Représentations informatiques
- précomposé[1] :

| formes | représentations | chaînes de caractères | points de code | descriptions                                      |
| ------ | --------------- | --------------------- | -------------- | ------------------------------------------------- |
| pleine | ऴ               | ऴ                     | U+0934         | lettre devanagari llla                            |
| morte  | ऴ्               | ऴ◌्                    | U+0934 U+094D  | lettre devanagari llla, symbole devanagari virama |

- décomposé

| formes | représentations | chaînes de caractères | points de code       | descriptions                                                                |
| ------ | --------------- | --------------------- | -------------------- | --------------------------------------------------------------------------- |
| pleine | ऴ               | ऴ                     | U+0933 U+093C        | lettre devanagari lla, symbole devanagari noukta                            |
| morte  | ऴ्               | ऴ◌्                    | U+0933 U+093C U+094D | lettre devanagari lla, symbole devanagari noukta, symbole devanagari virama |